# Mazsola (televíziós sorozat)
A Mazsola magyar televíziós bábfilmsorozat, amely főszereplője Mazsola, az apró zöld kismalac. A kesztyűs báb technikával készített sorozat forgatókönyveit Bálint Ágnes írta, a főszereplőket pedig Havas Gertrúd és Bölöni Kiss István szólaltatták meg illetve mozgatták. A kedves humort és szeretni való karaktereket felvonultató történetek gyermekek és a felnőttek számára egyaránt jó példával járulnak elő hétköznapi konfliktusok megoldására. A sorozat első része 1963. november 6-án került a képernyőkre, 1969-ben pedig elindult a folytatás is, Mazsola és Tádé címmel.

## A tv-sorozat születése
A Rádió- és Televízióújság 1964 januárjában leközölt interjújában Bálint Ágnes elmesélte, hogy Mazsola figuráját Bródy Vera rajza ihlette, amely egy másik bábműsorban szereplő malac nyomán készült, aki azért méltatlankodik, mert vasárnap is hétköznapi moslékot kap. Az írónő hazavitte és bekeretezte a duzzogó malac bábtervét, amely később fontos szerepet játszott Mazsola megalkotásában. Az írónő abból indult ki, hogy nincs rossz gyerek vagy jó gyerek, hiszen a gyerekek még nem tudják, mi a rossz meg a jó. A siker igazi záloga az volt, hogy Mazsola pont olyan, mint egy kisgyerek, rosszaságaival és jóságaival együtt.
A Mazsola gyámjaként meghatározható másik főszereplőt, Manófalvi Manót, azaz Manócskát Bálint Ágnes napi vonatútjai során formálta meg, látva a sok türelmetlen szülőt az utazók között. Manócska türelmes, megfontolt és bölcs szülő, aki sosem kiabál.
A sorozat sikeressé vált. "Immár kétségtelen: Mazsolából – röpke két hónap leforgása alatt – sztár lett!" - írja az 1964-es interjú riportere. A siker bizonyítéka, hogy 1964-ben a Rádió- és Televízió Újság szilveszteri címlapján is Mazsola kíván boldog új évet.
1969-ben az alkotók úgy érezték, hogy valami frissítésre lenne szükség. Ekkor került bele a történetbe a kistestvér szerepében Tádé, a tengerimalac, hogy Mazsola és Manócska olyan helyzetekre reflektálhassanak, amik olyankor fordulnak elő, ha kistestvér érkezik a családba. A nézők hamar a szívükbe fogadták Tádét, akit Váradi Hédi szólaltat meg.

## Rövid tartalom
A vidám történetekben Mazsola és Manócska hétköznapjait követhetjük nyomon. Miután egy széllökés következtében Manócska elveszti otthonát, egy karimás kalapot, új lakhely után néz. Így akad rá egy méretes tökre, amelyet kiváj, majd ajtót, ablakot, kéményt, illetve házszámot helyez rá. Nem sokkal később Mazsola, a kismalac, akit apró termete miatt a gazda elűzött otthonról, elkezdi csócsálni a tököt. Fenti tevékenysége miatt Manócska kezdetben nem látja szívesen, végül azonban megesik rajta a szíve és befogadja. A történeteket Mazsola barátai, Fülöpke, a nyúl, Egérke, az egér, Menyus, a medve, valamint az öreg Varjú bácsi színesítik.

## Gyártás
- Írta és zenéjét szerezte: Bálint Ágnes
- Rendezte: Kende Márta, Nagy György, Simándi József
- Bábtervező: Bródy Vera
- Díszlettervező: Koós Iván, Lévai Sándor

Készítette a Magyar Televízió.

## Szereplők
- Mazsola: Havas Gertrúd
- Manócska: Bölöni Kiss István
- Varjú bácsi: Rebró Mara
- Egérke: Kaszner Irén
- Fülöpke: Szöllősy Irén

## Epizódlista

### Mazsola
| Epizód | Évad | Cím                   |
| ------ | ---- | --------------------- |
| 1.     | 1.   | Távirat a Manónak     |
| 2.     | 2.   | Az ehető ház          |
| 3.     | 3.   | A csutkababa          |
| 4.     | 4.   | Valaki fürdene        |
| 5.     | 5.   | Mazsola fél           |
| 6.     | 6.   | Az öreg malac         |
| 7.     | 7.   | Mese a zöld disznóról |
| 8.     | 8.   | A vásárfia            |
| 9.     | 9.   | A mérges kutya        |
| 10.    | 10.  | Befagyott a tócsa     |
| 11.    | 11.  | A hóember             |
| 12.    | 12.  | A cserépmalac         |
| 13.    | 13.  | Az igazi zölddisznó   |
| 14.    | 14.  | Tavalyi bogáncs       |
| 15.    | 15.  | Ejnye, Mazsola        |
| 16.    | 16.  | A ládika              |
| 17.    | 17.  | A vadmalac            |
| 18.    | 18.  | Dinnyemagok           |
| 19.    | 19.  | A másik zölddisznó    |
| 20.    | 20.  | A narancskrém         |
| 21.    | 21.  | Csutkababa hőse       |
| 22.    | 22.  | A mutatvány           |
| 23.    | 23.  | A tavasz hírnöke      |
| 24.    | 24.  | Kel már a cukrászda   |
| 25.    | 25.  | Tökmag uzsonna        |
| 26.    | 26.  | Innen jól látni!      |
| 27.    | 27.  | Ki az okosabb?        |
| 28.    | 28.  | A béka                |
| 29.    | 29.  | A jószívű halacska    |
| 30.    | 30.  | Földalatti jóbarát    |
| 31.    | 31.  | Csip-csip csóka       |
| 32.    | 32.  | Nagytakarítás         |
| 33.    | 33.  | Gyöngyvirág           |
| 34.    | 34.  | Az új kerítés         |
| 35.    | 35.  | Az oltás              |
| 36.    | 36.  | A kerek kő            |
| 37.    | 37.  | A törött tükör        |
| 38.    | 38.  | Rezsőke               |
| 39.    | 39.  | Nem mindegy           |
| 40.    | 40.  | A sárkány             |
| 41.    | 41.  | Bál a Nagyréten       |
| 42.    | 42.  | Felhőtlen ég          |
| 43.    | 43.  | Megérett a dinnye     |
| 44.    | 44.  | A legkedvesebb        |
| 45.    | 45.  | Varjú bácsi esernyője |
| 46.    | 46.  | Váratlan vendégek     |
| 47.    | 47.  | Parancsolj Egérke!    |
| 48.    | 48.  | Télapót várjuk        |
| 49.    | 49.  | Mazsola fázik         |
| 50.    | 50.  | Mazsola muzsikál      |
| 51.    | 51.  | Egérharag             |
| 52.    | 52.  | Rezsőke tanácsa       |
| 53.    | 53.  | A fodrászok           |
| 54.    | 54.  | A jelmezbál           |
| 55.    | 55.  | Turkálosdi            |
| 56.    | 56.  | Hétköznap, kedves nap |
| 57.    | 57.  | A repülő malac        |
| 58.    | 58.  | A gyáva nyúl          |
| 59.    | 59.  | A gyáva malac         |
| 60.    | 60.  | Bableves              |
| 61.    | 61.  | A gumiorr             |
| 62.    | 62.  | Mindenki padja        |
| 63.    | 63.  | Dióbélleves           |
| 64.    | 64.  | Kié legyen?           |
| 65.    | 65.  | Fülöpke nem ér rá     |
| 66.    | 66.  | A taplósapka          |
| 67.    | 67.  | A tánciskola          |
| 68.    | 68.  | Messze van            |
| 69.    | 69.  | Csoportkép            |
| 70.    | 70.  | Az évszázad turkálása |

|

### Mazsola kalandjai
| Epizód | Évad | Cím                      |
| ------ | ---- | ------------------------ |
| 71.    | 1.   | A hófúvás                |
| 72.    | 2.   | Úgyis megmondlak!        |
| 73.    | 3.   | A kirándulás             |
| 74.    | 4.   | A híres malac            |
| 75.    | 5.   | A tél örömei             |
| 76.    | 6.   | Egy lovagias malac       |
| 77.    | 7.   | Kukoricakedvelők kupája  |
| 78.    | 8.   | Farsangi móka            |
| 79.    | 9.   | Emlékezetes nap          |
| 80.    | 10.  | Manócska szárnya         |
| 81.    | 11.  | Elúszik a sajtunk        |
| 82.    | 12.  | Külön kuckó              |
| 83.    | 13.  | Ugyanaz a tüske          |
| 84.    | 14.  | A szerény ibolya         |
| 85.    | 15.  | A bodzapuska             |
| 86.    | 16.  | A kígyó                  |
| 87.    | 17.  | A teknő                  |
| 88.    | 18.  | Derűre ború              |
| 89.    | 19.  | Nehéz veszíteni          |
| 90.    | 20.  | Egérmama barátnője       |
| 91.    | 21.  | A farkas                 |
| 92.    | 22.  | Rágcsálók és turkálók    |
| 93.    | 23.  | A tökéletes játszótárs   |
| 94.    | 24.  | Bajnoki táblázat         |
| 95.    | 25.  | Földi szeder             |
| 96.    | 26.  | A bajkeverő              |
| 97.    | 27.  | Az új ház                |
| 98.    | 28.  | A Csutkababa háza        |
| 99.    | 29.  | A homlokzat              |
| 100.   | 30.  | A forrás                 |
| 101.   | 31.  | Sült kukorica            |
| 102.   | 32.  | A nagy üzlet             |
| 103.   | 33.  | A kerti törpe            |
| 104.   | 34.  | A vigasztaló agyag       |
| 105.   | 35.  | Újesztendő, vígságszerző |
| 106.   | 36.  | Nehéz kimondani          |
| 107.   | 37.  | Az aranydió              |
| 108.   | 38.  | ( nincs információ )     |

## Mese- és hangoskönyvekben
A 60-as és 70-es években megjelentek még a "Mazsola" könyvtrilógia, amiket Bálint Ágnes írt a Mazsola, majd a Mazsola és Tádé című bábfilmsorozatok forgatókönyvei alapján. A hangoskönyvek viszont 2006 és 2008 között jelentek meg.

### Könyvek
- Mazsola (meseregény, 1965)
- Megint Mazsola (meseregény, 1966)
- Mazsola és Tádé (meseregény, 1971)
- Mazsola (képes mesekönyv, 1980)

### Hangoskönyvek
- 2006 Bálint Ágnes: Mazsola

Előadja: Für Anikó - hangoskönyv CD
- 2007 Bálint Ágnes: Megint Mazsola

Előadja: Für Anikó - hangoskönyv CD
- 2008 Bálint Ágnes: Mazsola és Tádé

Előadja: Für Anikó - hangoskönyv CD

## Érdekességek
- Bálint Ágnes elbeszélése szerint, amikor megtalálta Bródy Vera rajzát, mindjárt felhívta Havas Gertrúdot, hogy akar-e malac lenni? - Akarok! - válaszolta Trudi. Megkönnyítette az írást, hogy közben már hallotta Mazsola hangját.
- 1964 májusában Mazsola panaszkodik egy újságcikkben, hogy felhasználják a nevét olyan könyvek reklámozására, amik a testvéréről szólnak, pedig neki nincs is testvére.
- 1964 májusában nívódíjban részesült Bródy Vera a bábfigurák tervezéséért és Havas Gertrúd Mazsola megformálásáért.